# Capitole de l'État du Michigan
Le Capitole de l'État du Michigan (en anglais : Michigan State Capitol) est le bâtiment abritant les responsables législatifs et exécutifs de l'État américain du Michigan. Il est situé à Lansing, capitale de l'État. 
National Historic Landmark, ce Capitole a été réalisé entre 1872 et 1878 avec un style néoclassique.

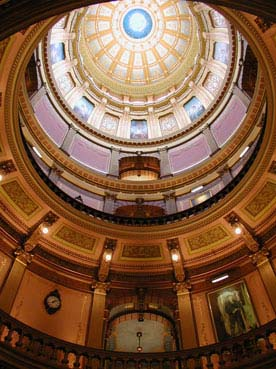
Dôme intérieur